# Давор Шукер
Давор Шукер (хорв. Davor Šuker, * 1 січня 1968, Осієк, СФРЮ) — колишній югославський та хорватський футболіст, нападник. Після завершення ігрової кар'єри — бізнесмен, фундатор Футбольної академії Давора Шукера. 
Лауреат Ювілейної нагороди УЄФА як найвидатніший хорватський футболіст 50-річчя (1954—2003). Включений до переліку «100 найкращих футболістів світу», складеного у 2004 році на прохання ФІФА легендарним Пеле. Володар Золотого бутса найкращого бомбардира чемпіонату світу 1998 року. Найкращий бомбардир в історії збірної Хорватії.

## Кар'єра футболіста

### Клубна кар'єра
Вихованець футболу рідного Осієка. Почав дорослу кар'єру у складі місцевого клубу «Осієк» в сезоні 1985—86. Відіграв за команду клубу в чемпіонатах Югославії у 4 сезонах. Молодий форвард почав відзначатися високою результативністю і в сезоні 1988-89, забивши 17 голів в іграх чемпіонату, став найкращим бомбардиром національної першості. Вже з наступного сезону продовжив виступи у престижнішому клубі — загребському «Динамо». У Загребі провів два сезони, продовжував регулярно відзначатися забитими голами, чим привернув увагу скаутів іноземних клубів.
1991 року переїхав до Іспанії, уклавши контракт з клубом «Севілья». У новій команді досить швидко завоював місце в основі, поступово ставши головною зіркою нападу «Севільї». В сезоні 1993—94 забив за команду 24 голи у матчах Прімери, поступившись таким чином у суперечці найкращих бомбардирів чемпіонату лише нападнику «Барселони» бразильцю Ромаріо. Усього протягом п'яти сезонів у «Севільї» з 1991 по 1996 забив 76 м'ячів у 153 іграх чемпіонату. 
Один з найкращих бомбардирів національного чемпіонату зацікавив гранда іспанського футболу — мадридський «Реал», який уклав з ним контракт перед початком сезону 1996-97. Того ж сезону Шукер, який разом з іншим футболістом з колишньої Югославії Предрагом Міятовичем становив атакувальний тандем команди, повторив своє бомбардирське досягнення — 24 голи в іспанській першості і допоміг «Реалу» вибороти чемпіонський титул. Наступного сезону став разом з командою переможцем Ліги чемпіонів УЄФА. Після завершення сезону 1998-99, в якому почав поступово втрачати місце у складі команди, вирішив залишити Мадрид.
Послугами хорватського нападника зацікавився лондонський «Арсенал», у складі якого він провів сезон 1999-2000. По-справжньому стати гравцем основи «канонірів» не вдалося і наступний сезон Шукер розпочав вже виступами за «Вест Хем Юнайтед». У цій команді справи пішли ще гірше — за весь сезон гравець зміг записати до активу лише 11 зіграних матчів у Прем'єр-лізі і 2 голи.
2001 року 33-річний нападник залишив Англію та переїхав до Німеччини, де протягом 2 сезонів захищав кольори клубу «Мюнхен 1860», який на той час змагався в елітній Бундеслізі. Нерегулярно виходив на поле у складі команди, за два роки провів лише 25 ігор чемпіонату, відзначився 5 забитими голами. Після завершення сезону 2002-03 у віці 35 років завершив ігрову кар'єру.

### Виступи за збірну
Виступав за юнацькі збірні команди Югославії різних вікових категорій. 1987 року у складі молодіжної збірної Югославії U-20 став переможцем світової першості, що проходила у Чилі. Наступного року брав участь у футбольному турнірі на Літніх Олімпійських іграх у Сеулі. 1990 року у складі молодіжної збірної Югославії U-21 став віце-чемпіоном Європи.
Того ж 1990 року отримав виклик до національної збірної Югославії, був включений до її складу для участі у чемпіонаті світу 1990 року, однак під час фінального турніру світової першості на поле жодного разу не виходив. У складі головної югославської збірної провів лише 2 матчі, обидва 1991 року.
У складі національної збірної Хорватії дебютував ще 1990 року, коли хорватська футбольна федерація не була визнана ані ФІФА, ані УЄФА, і її збірна проводила неофіційні поєдинки. Під час кваліфікаційного раунду до чемпіонату Європи 1996 року відзначився 12 голами у 10 матчах, допомігши збірній Хорватії зайняти перше місце у своїй відбірковій групі та потрапити на перший у своїй історії провідний міжнародний турнір. Безпосередньо під час фінального турніру континентальної першості, на якій хорвати дійшли до стадії чвертьфіналів, Шукер забив 3 голи у 4 зустрічах та потрапив до символічної збірної турніру.
На чемпіонаті світу 1998 року став володарем Золотого бутса найкращого бомбардира турніру, забивши 6 м'ячів у 7 іграх та допомігши команді досить сенсаційно вибороти бронзові нагороди світової першості. У трьох матчах турніру голи Шукера виявлялися вирішальними для перемоги хорватської збірної — у матчі групового етапу проти збірної Японії (1:0), у грі 1/8 фіналу проти збірної Румунії (1:0) та у матчі за 3-є місце проти збірної Нідерландів (2:1). За результатами турніру Шукер також отримав «Срібний м'яч» — приз другому найкращому гравцеві чемпіонату («Золотий м'яч» дістався бразильцеві Роналду).
До участі у чемпіонату Європи 2000 року хорватам кваліфікуватися не вдалося, а останнім турніром у кар'єрі Шукера в збірній став чемпіонаті світу 2002, на якому він відіграв лише у першому матчі турніру проти збірної Мексики. Ця гра, яку хорвати програли з рахунком 0:1, і стала для Шукера останньою у збірній.
Усього за збірну Хорватії з 1990 по 2002 рік зіграв у 69 іграх та відзначився 45 забитими голами, що робить його найкращим бомбардиром в історії хорватської національної команди. 

## Досягнення та нагороди

### Командні
- Переможець Ліги чемпіонів УЄФА: 1997-98
- Володар Міжконтинентального кубка: 1998
- Чемпіон Іспанії: 1996-97
- Володар Суперкубка Іспанії: 1997
- Бронзовий призер чемпіонату світу: 1998
- Чемпіон світу (U-20): 1987
- Віце-чемпіон Європи серед молодіжних команд U-21: 1990

### Особисті
- Найвидатніший хорватський футболіст 50-річчя (1954—2003)
- Включений до переліку «100 найкращих футболістів світу» (2004)
- Володар Золотого бутса найкращого бомбардира чемпіонату світу 1998 року
- Срібний м'яч «France Football»: 1998